# Arqueologia feniciopúnica
L'arqueologia feniciopúnica és una branca de l'arqueologia que estudia el que es refereix a les arts, als monuments i als objectes de l'antiguitat del poble feniciopúnic, especialment per les seues restes materials.
L'arqueologia feniciopúnica a l'Orient està molt relacionada amb l'arqueologia bíblica, en part per compartir un mateix espai (Moscati diu: «Aràbia, Síria, Palestina i Mesopotàmia constitueixen un tot homogeni separats d'Àsia per les muntanyes de Pèrsia i Anatòlia, i envoltats en bona part per mar») i temps en determinades èpoques, també anteriors, ja que inclou l'herència d'altres pobles semites, i perquè part d'ella pot ser relacionada directament amb la Bíblia; no obstant això, tendeixen a divergir a partir del segle viii aC i sobretot amb la colonització fenícia d'Occident.
La presència fenícia a Occident és una realitat constatable; la seva forma d'habitatge en l'edat del ferro està ben precisada: cases de planta rectangular, que en un primer moment es formen per una o més habitacions, i s'amplien posteriorment; el paviment de terra batuda, els murs de pedres de grandària mitjana sense tallar, unides per argamassa; sostres subjectats per bigues de fusta, fabricats amb material orgànic recoberts d'argila; possiblement les parets també estaven recobertes d'argila. Les portes eren de fusta amb frontisses metàl·liques. Els poblats serien un grup d'aquestes cases, unes al costat d'altres, deixant carrers estrets i, de vegades, formant placetes.

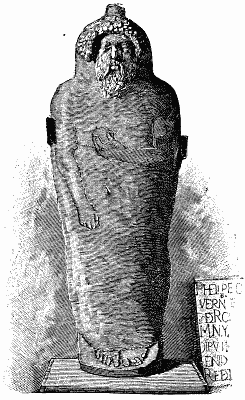
Dibuix del sarcòfag fenici que es guarda al Museu Històric de Cadis

El poblat estava envoltat de muralles defensives, situat en illes o penínsules amb bones condicions de defensa natural. D'altra banda, s'aprecia una gran activitat comercial, a part d'una activitat industrial, tant metal·lúrgica com terrissaire. Un altre aspecte que dificulta la identificació d'allò fenici és la seua capacitat de relació amb les poblacions indígenes, influenciades tant que es fa molt difícil la diferenciació entre el fenici i l'indígena (tartessos, ibers…). El problema arqueològic es planteja no sols en l'època colonial, sinó en la precolonial, perquè no ha estat ben definit què identifica i què no, l'arqueologia feniciopúnica en aquests períodes més antics.

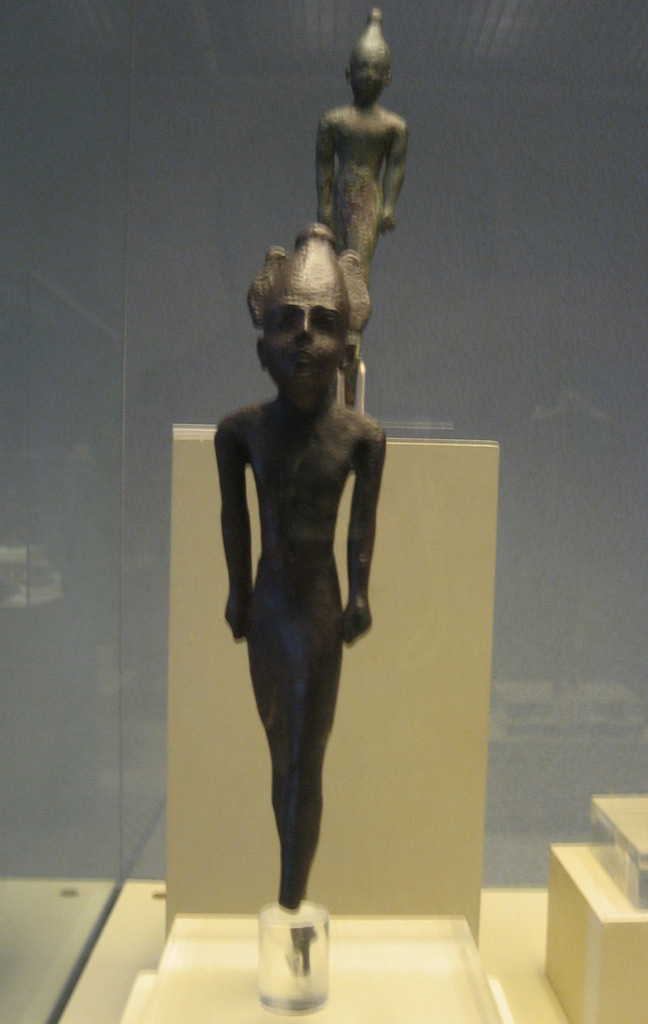
Dos dels cinc bronzes fenicis arcaics trobats a l'entorn de l'illot de Sancti Petri. L'estatueta situada davant representa Melkart i la que es troba darrere, Baal Hammon, segles VIII-VII ae

La colonització fenícia d'Occident ha tingut una sèrie de reptes que han fet avançar les diferents recerques; d'una banda, la datació; d'una altra, el seu objecte (comerç, cerca de metalls, pesca i altres recursos naturals, expansió per la pressió política a Orient, o per la pressió demogràfica). La identificació d'allò fenici també ha estat un element polèmic, aliment de recerques; així, quan es parlava d'«orientalitzant», hi havia prou resistències a acceptar la importància de la influència i presència dels fenicis a Occident; quan es parlava de Tartessos, menys encara, i per sota d'allò ibèric enfront d'allò al·logen, influència enfront de pertinença, difusionisme enfront d'autoctonisme, un interessant debat entre especialistes al llarg del temps i l'espai, que en el cas de l'arqueologia feniciopúnica està en clara expansió.
Un dels reptes que s'hi estan superant és el coneixement dels fenicis en el seu àmbit originari, assolit en les excavacions de María Eugenia Aubet Semmler a Tir. Un altre pot ser avançar en la identificació de materials arqueològics més antics amb fenicis o no, i l'esclariment de la relació del megalitisme amb el món fenici o no.
Així mateix, conèixer l'abast de les navegacions fenícies és cada vegada més a prop, pel camí de l'estany, cap a les Cassitèrides, passant pel nord de la península Ibèrica, ja que està més que constatada la presència fenícia a Portugal i a la costa atlàntica del Marroc.
Un altre aspecte que planteja un repte intel·lectual és l'origen dels fenicis, i també la seua assimilació amb la resta del món mediterrani quan els conquisten els romans, fent-los desaparèixer pràcticament de la història.

## Arqueologia feniciopúnica a l'estat espanyol
Quan el 1963, Manuel Pellicer Català va excavar la necròpoli Laurita del Turó de Sant Cristóbal (Almuñecar, Granada) va marcar una fita en les recerques de l'arqueologia fenícia de la península Ibèrica, perquè es van començar a fer excavacions sistemàtiques del món fenici a l'estat espanyol, la qual cosa ja s'estava fent al nord d'Àfrica.
En aquells moments es coneixia la colonització fenícia d'Ibèria per les fonts literàries grecollatines (literatura grega i llatina): segons Estrabó (Geografia, III, 5, 5), eren quatre les colònies fenícies de les costes ibèriques: Gadir (Cadis), Malaka (Màlaga), Sexi (Almuñécar) i Abdera (Adra).
Fins a aquell moment, s'havien efectuat excavacions arqueològiques solament en les necròpolis
púniques de Cadis i amb la tècnica més elemental (Pelayo Quintero Atauri, 1917-1935).
S'havien analitzat els materials fenicis de la col·lecció malaguenya de Loring, procedent sobretot de la necròpoli del Cortijo de Montáñez a Churriana (Manuel Rodríguez de Berlanga i Rosat, 1881-1903), i s'atribuïen indeterminadament a la ciutat de Màlaga.
Antonio García i Bellido n'havia publicat algunes síntesis, però arqueològicament insuficients (1942, 1948, 1954, 1960), i el seu deixeble Antonio Blanco Freijeiro, amb intuïció clarivident, havia estudiat una sèrie de materials sumptuaris de caràcter fenici i orientalitzant (1953, 1956, 1960), conservats en museus i col·leccions privades, generalment descontextualitzats.
Va ser Miquel Tarradell, a propòsit de les seves excavacions a Lixus, qui va pronosticar expressament la necessària riquesa arqueològica fenícia de les costes meridionals ibèriques (1950, 1951, 1952, 1954, 1960).
Els resultats i els materials de les riques i extenses necròpolis de Baria, a Villaricos, amb més de 2.000 tombes excavades per Luis Siret a principi del segle xx (1908), van romandre pràcticament inèdits fins a l'aportació de Míriam Astruc (1951), que va posar un cert ordre en la tipologia i grups d'enterraments amb els seus aixovars púnics.
Pellicer explica que en la denominació de necròpoli «púnica» va seguir el consell de Pierre Cintes i Antonio García i Bellido, que la van considerar íntimament relacionada amb Cartago, encara que el primer tendia a datar-la en un moment anterior al segle vii aC i el segon en un moment posterior, al segle vii aC: «Hermanfrid Schubart, sotsdirector de l'Institut Arqueològic Alemany de Madrid, em va proposar publicar el treball en la sèrie Madrider Mitteilungen; aparegué, traduït a l'alemany per ell, al tom 4 de 1963, amb el títol «Ein altpunisches Gräberfeld bei Almuñécar (prov. Granada)», pàgs. 9-58.
Arran de la publicació de «Laurita» es va discutir la terminologia aplicable al món fenici d'Almuñécar, considerat, segons els diferents investigadors, com a púnic (Pierre Cintes, 1950), paleopúnic (H. Schubart), cartaginès (J. Ferrón, 1970), fenici (Hans Georg Niemeyer), fenici occidental, fenici arcaic… La denominació de fenici occidental preval enfront de la de púnic, reservada per a Cartago i jaciments directament relacionats amb aquesta metròpoli i per al món postfenici occidental preromà.
Els jaciments fenicis ibèrics són nombrosos i daten del pas del segle x aC al segle ix aC, fins a l'època bàrquida. Algunes dades rellevants sobre les excavacions:
- Onuba, Huelva. L'actual ciutat de Huelva fou el nom d'un assentament fenici i tartessi datat des d'almenys el segle x aC. En els anys 1960, quan comencen les excavacions intensives en la necròpoli tartèssia de «La Joia», les recerques van demostrar la mil·lenària ocupació de la zona i l'ús dels pobladors dels coneguts com cabezos, com al 1978, quan es va excavar al Cabezo de San Pedro i es va trobar un mur de carreus i maçoneria de tècnica oriental (datat del segle viii aC) però en una zona (la zona alta de l'actual ciutat) clarament indígena. Més tard, aquesta interpretació canvià: se'n feu una datació més antiga i relacionada ja clarament amb els fenicis.
- Necròpoli de la Foia de los Rastros, Ayamonte, Huelva.[11] L'excavació se centrà en la parcel·la V3 del sector 12 del Pla Parcial d'Ayamonte, àrea coneguda com la Foia dels Rastres, on el 2008 Elisabet García Teyssandier i Benjamín Cabaco Encinas (Ayamonte) van dur a terme una excavació d'urgència, en el curs de la qual van excavar cinc tombes fenícies dels segles viii-vii aC. Es tracta d'una necròpoli pertanyent a les primeres generacions de fenicis assentats a la península Ibèrica i és la necròpoli fenicioarcaica més occidental de la oikoumene fenícia. Els ritus funeraris emprats segueixen la tradició de la mare pàtria fenícia. El millor parangó per a això són les necròpolis de Tir-Al Bass i Khaldé (ambdues a l'actual Líban), investigades de manera exemplar per Maria Eugènia Aubet i Semmler (Universitat Pompeu Fabra, Barcelona) i el seu equip. Les necròpolis més semblants trobades a la península Ibèrica són les d'Almuñécar (Granada) i Chorreras (Màlaga). Les troballes se'n relacionen amb els descobriments del poblat fenici contemporani localitzat el 2009 en una excavació d'urgència dirigida per Benjamín Cabaco Encinas a l'actual barri de la vila d'Ayamonte. Els resultats en conjunt testifiquen la importància d'Ayamonte i el seu emplaçament ideal per a un assentament pròsper d'ençà el segle vii aC. A més, es relacionen amb els resultats d'excavacions en poblats i mines de l'interior, com les dutes a terme sota la direcció de Juan Aurelio Pérez Macías (Universitat de Huelva) en col·laboració amb Thomas Schattner (Institut Arqueològic Alemany de Madrid) a Tharsis, que permeten reconstruir la connexió del poderós poblat indígena amb els fenicis i el reeixit patró econòmic basat sobretot en l'explotació, l'elaboració i el comerç de minerals. A causa de l'interès del jaciment arqueològic es va decidir seguir amb l'estudi de la necròpoli de Hoya de los Rastros i convidar l'Institut Arqueològic Alemany de Madrid a participar en el projecte. Va ser així que, amb resolució del 09/07/2013 de la Direcció general de Béns Culturals i Institucions Museístiques de la Junta d'Andalusia, se'n va donar inici al projecte puntual.[12]
- Cadis/Gadir, Una autèntica ciutat fenícia a l'altura de Na Blanca. Les últimes troballes en el Còmic revelen un gran assentament planificat amb carrers i habitatges. José Gener, arqueòleg municipal, afirmava: «per fi hi ha dades que indiquen que ací van viure els fenicis». No obstant això, el més important de tot i el que destaca aquest jaciment és que «s'hi observa una ocupació contínua». Així, el Còmic revela vestigis de totes les civilitzacions que han passat per la ciutat. Certament això no impedeix que alguns d'aquests pobladors no destruïren algunes de les estructures erigides pels seus predecessors. Segons Gener, «a Cadis mai s'havia excavat a tanta profunditat», 8 metres en les zones més baixes i 6 en la resta del solar. «Estem en una cota mitjana de 5 metres sobre el nivell del mar». Encara que les últimes dades oficials es van comunicar al març de 2009, posteriorment hi van aparèixer noves restes d'estructures de finals del segle ix aC, les més antigues descobertes a la zona. Això ha suposat un gran avanç en la recerca. Al solar del Còmic també s'han trobat els últims anys multitud d'objectes de gran valor arqueològic. Des de butlles d'argila amb figures impreses destinades a segellar papirs, gerres, collarets elaborats amb petxines marines o una peça d'ivori, tots datats del segle VII aC.[13]
- Castell de Na Blanca/Port de Santa Maria. Es tracta d'un tell excavat entre 1979 i 1995 en què s'han trobat restes de muralles, habitatges, un port fluvial i una necròpoli, pertanyents a una ciutat fenícia l'ocupació de la qual comprèn des del segle VIII fins al III aC.[14] És juntament amb Cadis i el Turó del Castell (Medina-Sidonia), un dels principals jaciments fenicis de la zona de l'estret de Gibraltar.[15][16]
- Cerro del Villar, Màlaga. L'arqueòleg malagueny Juan Manuel Muñoz Gambero recorda com al desembre de 1965 li va caure per primera vegada a les mans una resta pintada de negre, vermell i marró d'aquest jaciment situat al costat de la desembocadura del riu Guadalhorce a Màlaga.[17] Muñoz Gambero, director científic del grup arqueològic que dirigeix la doctora Maria Eugènia Aubet, professora de la Universitat Pompeu Fabra. El Turó del Villar és un dels centres colonials fenicis més importants del litoral andalús i un dels més importants de tot el Mediterrani. La seua fundació va tenir lloc a mitjan segle viii aC i a causa de les inundacions periòdiques que sofria va ser abandonat pels habitants, que es van traslladar a la badia de Màlaga, la Malaka fenícia.[17] L'estiu de 2010 va representar un pas més en el coneixement dels hàbits de vida d'aquest jaciment, declarat Bé d'Interès Cultural l'any 1998. L'excavació realitzada en la denominada Finca de las Marismas de Guadalmar, situada enfront d'un centre comercial i a l'entorn del Turó del Villar, ha tret a la llum exemples que verifiquen que existien nuclis poblacionals rurals als voltants de l'assentament fenici, a la fi del segle vi i principis del V aC, així com l'aparició de restes d'una necròpoli de la mateixa època. La intervenció ha estat dirigida per Daniel Florit i ha comptat amb l'assessorament científic d'Eduardo García. Respecte al cementeri, els arqueòlegs de l'excavació Verónica Navarrete i Miguel Ángel Sabastro precisen que n'és el primer que apareix a l'entorn del Turó del Villar.[18]
- La Rebanadilla, jaciment proper a l'aeroport de Màlaga. Les excavacions en els terrenys per a l'ampliació del camp de vol descobreixen vestigis d'un jaciment fenici, anterior als nivells excavats en El Turó del Villar. El jaciment de La Rebanadilla, que ocupa una extensió d'una mica més de 3,4 hectàrees en el marge dret del riu Guadalhorce, amagava sota tones de terra i molts segles d'història restes arqueològiques d'un assentament fenici més antic que el jaciment d'El Turó del Villar. En la intervenció de La Rebanadilla es van documentar quatre fases d'ocupació, que cronològicament oscil·len entre el segle viii aC per a la més antiga i el segle VII ae per a la més moderna, segons fonts d'Aena.[19]
- Malaka, Màlaga. Les obres que es realitzen al nucli antic de Màlaga i els seus ravals segueixen oferint sorpreses als arqueòlegs. Es tracta d'una de les colònies fundades pels fenicis de Tir d'ençà el segle viii aC a la península Ibèrica, sobre un primitiu assentament bastetà. La colònia tenia amb bones condicions per al seu port natural al peu de la muntanya Gibralfaro i amb gran quantitat de jaciments de plata i coure. S'hi van desenvolupar indústries pesqueres destinades a la producció de porpra i a la salaó. La ciutat tenia seca (de la veu fenícia sikka) i encunyava moneda pròpia.[20][21]
- Chorreras. Màlaga. Aquest antic poblat fenici va ser descobert el 1973, situat a 800 metres a l'est de Morro de Mezquitilla; l'exploració se'n va fer el 1974: presenta una sola facies o horitzó cultural en l'estrat III, mostra un hàbitat fenici entre els segles VIII ae i VII aC.[22]
- Morro de Mezquitilla, Màlaga. Les primeres prospeccions en foren el 1967, i el 1976 se'n va escometre l'excavació dirigida per Hermanfrid Schubart, sotsdirector de l'Institut Arqueològic Alemany de Madrid a la zona de Torre del Mar. Datat el jaciment fenici del segle viii aC en la fase B I, encara que té una fase A, de l'edat del coure, amb possible influx de l'horitzó de les colònies.[23]
- Toscans, excavat per Hermanfrid Schubart, sotsdirector de l'Institut Arqueològic Alemany de Madrid, entre 1964 i 1984; Toscans és el nom d'una colònia fenícia situada en una illa a la desembocadura del riu Vélez, a la província andalusa de Màlaga, de mitjan segle viii aC. S'hi van trobar restes de metalls com ferro i coure, així com mol·luscs de l'espècie murex, usat pels fenicis en la seva tradicional indústria tèxtil com a tint natural, que indiquen alguns aspectes de la seua economia, a la qual cal sumar l'agricultura, la pesca i la ramaderia. També s'hi han trobat restes de ceràmica grega d'època arcaica (kotylai), com atuells i àmfores. La necròpoli d'aquest emplaçament es troba a Cerro del Mar, al marge oriental del riu Vélez, a Torre del Mar. Com moltes de les colònies fenícies de la península Ibèrica (Gadir, Malaka, Baria...), Toscans no aconseguiria la categoria de ciutat fins al segle ii aC, ja en època preromana.[24][25]
- Cerro Alarcón, també excavat per Hermanfrid Schubart entre 1967 i 1984. Els assentaments fenicis de la desembocadura del riu Vélez (a Vélez-Màlaga) s'inicien amb un nucli primigeni d'hàbitat que es correspon amb el jaciment de Toscans, que arrenca del segle viii aC i s'estén progressivament pel Turó del Penyal i Cerro Alarcón; en el moment de màxima expansió aquests tres jaciments es van unir en un mateix recinte fortificat. La necròpoli de Jardí[26] és un dels majors cementiris fenicis occidentals. Se situa a la riba occidental del riu Vélez, a uns 300 m al nord de Toscans, a la falda d'un turó que es trobava a l'interior d'una antiga badia.[27]
- Trayamar. És una necròpoli fenícia, datada del segle vii aC, situada al marge dret del riu Algarrobo, a la província de Màlaga. Ha estat considerat un dels jaciments fenicis més importants del Mediterrani occidental. La seua importància radica que l'estudi dels diferents estrats d'alguns dels seus hipogeus permeten veure l'evolució dels costums funeraris fenicis, de la incineració a la inhumació.
- Sexi (Almuñecar), província de Granada. El 1962, en unes obres d'habitatges apareixen unes restes. En José Pita Andrade, catedràtic d'Art de la Universitat de Granada remet la informació a la Direcció General de Belles Arts de Madrid: el 1963 encarreguen la direcció de l'excavació a Manuel Pellicer Català, un dels pioners en l'arqueologia feniciopúnica a la península.[10]
- Abdera/Adra, Almeria. El jaciment arqueològic del Cerro del Montecristo és una elevació natural de 49,38 metres d'altitud sobre el nivell del mar, on es va assentar la població d'Abdera. Nombroses ressenyes literàries de l'antiguitat hi fan al·lusió: Estrabó esmenta Abdera quan realitza la descripció de la costa sud del Mediterrani, i aclareix que es tracta d'una fundació fenícia, igual que Sexi (Almuñécar). De la mateixa manera, Pomponi Mela i Plini es refereixen a Abdera, juntament amb altres ciutats de la costa sud peninsular. S'han realitzat diferents intervencions arqueològiques al Turó de Montecristo d'ençà el segle xviii. En el transcurs de la dirigida per l'arqueòleg Manuel Fernández-Miranda, l'any 1970, hi van veure la llum estructures de cases d'època púnica, la cronologia de la qual s'aproximava al segle iv aC, així com materials i restes d'època republicana romana, altimperial i baiximperial, fonamentalment de basses de salaó.[28] L'any 1986 una nova excavació arqueològica va posar de manifest el potencial arqueològic del jaciment, i s'hi va documentar una fase més antiga, d'ocupació fenícia. A hores d'ara, d'Abdera coneixem que va ser una fundació fenícia de finals del segle viii aC, que reprodueix una situació habitual de l'urbanisme fenici: a la desembocadura del riu Adra (o riu Gran), sobre un turó elevat projectat cap al mar, dominant l'estuari del riu.[29]
- Baria/Villaricos, Almeria. Els colons fenicis de l'antiga Baria, localitzada en l'actual nucli urbà de Villaricos (Cuevas de Almanzora, Almeria) es van establir en els darrers decennis del segle VII ae en una península avançada d'una petita badia que facilitava les relacions comercials cap a l'interior, tant per la via fluvial de l'Almanzora, navegable fins a l'altura de las Rozas com per la Depressió de Vera. Al valor estratègic i comercial, s'afegia la seua importància com a centre de control de l'explotació dels propers districtes miners de Serra Almagrera i Herrerías, així com la disposició d'un territori on destacava la presència de terres de gran riquesa agrícola alimentades per tres llits fluvials, l'Almanzora, Antas i Aigües.[30] De la primera fase se'n conserva un mur de pedres d'esquist, disposat de nord a sud i recolzat directament sobre la base geològica, que va ser amortitzat per la construcció posterior d'un paviment de morter de calç perforat amb clots de pal. Aquestes restes constructives ens donen idea de com serien els habitatges de finals del segle VII i començaments del VI aC: de planta rectangular amb sòcols de pedra seca, parets de tova i teulada possiblement plana, sustentada amb pals encaixats en clots al sòl. Els materials arqueològics de la fase més antiga documentada en el tall 26 poden datar-se d'una mica abans del 600 aC o en dates properes, i constitueixen un conjunt material propi del final de la fase colonial fenícia amb ceràmiques de cuina a mà de tradició del bronze final, com ara olles de fons pla, grans atuells d'emmagatzematge amb decoració pintada monocroma o de dos colors, amb motius de bandes i escacats, pitos, ceràmiques grises, urnes de vora exvasada, àmfores Ramon T-10 que en algun cas anuncien l'evolució a les àmfores Ramon T-1.2.1.3 o semblants, pròpies de Villaricos, i ceràmiques de vernís roig. Com a material importat es documenta una ansa d'àmfora etrusca del tipus Py 3 AB.[9][31]
- Lagos. A la necròpoli de Lagos (Ma. I. Aubet i uns altres, 1991), situada a uns 1.800 m a l'est de l'establiment fenici de Chorreras, al vessant ES del Turó de la Molineta, a la canyada de Miguel García, es van descobrir dues tombes que conservaven solament els nínxols on s'havien dipositat les urnes cineràries.[32]
- Cabecicos negros i El Pajarraco, tots dos a Almeria. Cabecicos negres i el Cabezo del Pajarraco són al terme de Vera (Almeria) a la vora del riu Antas, on Luis Siret va recuperar un conjunt de ceràmiques del bronze final que es troben al Museu Arqueològic Nacional d'Espanya i l'any 2000 també s'excavaren d'urgència.[33][34]
- Cástulo: les recerques, prospeccions i excavacions dutes a terme al jaciment de Cástulo es van desenvolupar sense interrupció des de 1969 fins a 1983 i després més esporàdicament, fins a 1991. En destaquen els treballs de José María Blázquez, que palesen els contactes indígenes amb els fenicis en relació amb el comerç de minerals i el sector metal·lúrgic.[35] A partir de l'any 2011, amb la creació del Conjunt Arqueològic de Cástulo, és Marcelo Castro, director del Museu Arqueològic de Linares, el responsable del jaciment.[36]
- Guardamar del Segura: Cabezo Petit de l'Estany i La Fonteta (La Fonteta[37] i La Ràpita): al terme municipal de Guardamar del Segura es troben diverses restes arqueològiques de la prehistòria i història antiga, com dos jaciments fenicis del s.[38][39] VIII ae (Cabezo Petit de l'Estany i La Fonteta) i un altre d'iber, on es va descobrir la Dama de Guardamar (Cabezo Estel). El Cabezo Petit de l'Estany[40] conté una espectacular muralla erigida durant la primera meitat del segle viii aC, amb compartiments de tipus oriental, perfectament modulada seguint patrons fenicis. Les seues defenses tenen els paral·lels més propers al Pròxim Orient, en jaciments com Hazor o Qeiyafa (Palestina). D'acord amb els darrers materials arqueològics localitzats, el seu abandó -pacífic- es va produir cap al 700 aC i, a l'espera d'aprofundir en les recerques, degué ser conseqüència d'un o diversos factors: el creixement demogràfic, el rebliment parcial de l'estuari navegable del Segura o la successió de diversos episodis sísmics. Les dades apunten al fet que la població del Cabezo es va traslladar a la fi del segle viii aC a la Fonteta, que és una instal·lació fenícia al marge dret de la desembocadura del Segura dels segles viii al vi aC, les dimensions de la qual semblen configurar un entorn urbà que pogué arribar a les vuit hectàrees i esdevingué una de les principals ciutats fenícies del Mediterrani. Si a la seua extensió i a la qualitat del registre arqueològic afegim aquest especial estat de conservació propiciat per la coberta d'arena, ens enfrontem davant una de les millors ciutats fenícies dels segles viii i vii aC, que supera molts centres clàssics de la civilització fenícia tant a Occident com al lloc d'origen.
- Ebussus, Eivissa, (Sa Caleta), Puig des Molins (Eivissa), Ca Partit (Eivissa), Illa Plana (Eivissa). La superfície conservada de Sa Caleta és d'unes quatre hectàrees. Se sap que l'assentament fenici va arribar a tenir-ne més de sis, però a causa de l'erosió del terreny i la destrucció antròpica sols se'n conserven tres en bon estat. El descobriment del jaciment de Sa Caleta, excavat en els últims anys de la dècada dels vuitanta i principis dels noranta del segle xx, suposa una fita en la història de la recerca del període fenici de l'illa. Es troba en una petita península entre la platja del Codolar i el Puig Jondal, a la costa sud de l'illa. Aquesta península és coneguda amb el nom de sa Caleta. L'origen d'aquest establiment es remunta al segle viii aC i a l'inici va ser una base provisional per a intercanvis comercials amb les costes de l'est i el NE peninsular. A partir, però, del segle vii aC, esdevingué un poblat que va tenir fins a uns cinc cents habitants, amb una extensió de cinc hectàrees. Va ser un enclavament fonamental de les llargues rutes comercials del Mediterrani. Els pobladors fenicis es van instal·lar a la badia d'Eivissa, on van fundar la ciutat d'Eivissa. El Puig des Molins: la part baixa del Puig des Molins i, més concretament, els peus del seu vessant nord nord-oest constitueixen una zona ocupada per un dens grup de tombes arcaiques d'incineració. L'àrea ocupada per aquesta necròpoli no és inferior als 8.000 a 10.000 metres quadrats. La cronologia d'aquesta necròpoli va del segon quart del segle VI al primer del V aC. L'illa Plana: en aquest illot, que emergeix enfront de la boca nord-oest de la badia d'Eivissa, hi ha un jaciment on es van trobar diverses àmfores i objectes protoebusitans.[41][42]
- Excavacions a la Casa del Governador (Melilla). El jaciment es protegeix en un antic jardí, parapetat per una edificació de finals del segle xix, antic Govern Militar, aïllada de la vista dels transeünts. Les excavacions comencen el 2000 dirigides per Conrado González Casis. Posteriorment, des de l'any 2001 fins al 2003, les continuarà Noé Villaverde Vega. Durant 2008 l'Institut de Cultura Mediterrània hi va identificar restes del segle VI aC, i hi descobrí diferents nivells d'ocupació sota dels habitatges magatzem, del segle VII aC.[43]
- Cerro San Lorenzo, Rusadir (Melilla). Els inicis de l'activitat arqueològica se'n remunten a les primeres dècades del segle xx, on un periodista anomenat Rafael Fernández Castro i Pedrera va trobar una necròpoli preromana del segle i aC, amb un proper assentament urbà vinculat. El 1920 s'hi van localitzar moltes restes, enterraments i àmfores, i es va procedir a la voladura del turó. La història antiga de Melilla va desaparèixer allí per sempre. Va quedar només una resta del turó de Sant Lorenzo, darrere de la plaça de bous. El 1998 la Conselleria de Cultura de Melilla va emprendre un programa de recerques, i diversos equips van realitzar-hi excavacions. Fou a l'antiga fortalesa coneguda com a Melilla la Vella, situada en un penyal calcari de trenta metres, on s'evidenciaran els primers indicis d'un establiment, l'inici de l'ocupació del qual d'ocupació es remunta al segle VII aC. Fernando López Pardo, en La fundació de Rusaddir i l'època púnica, esmenta una petita terracota que representa un dofí sobre ones que encara conserva intactes unes pinzellades de pintura roja.[44] El revers, menys cuidat, té una ansa i, davall, un petit recipient per recollir el líquid que entrarà a l'interior per cinc forats i fluirà després per la boca del cetaci. Cap rètol n'indica la procedència, però sense dubte és una peça trobada a Melilla, i ens remet a l'obra Melilla prehispánica (1945) de Rafael Fernández Castro i Pedrera, en què assenyala que s'enviaren unes àmfores i altres ceràmiques al Museu Arqueològic Nacional de Madrid al 1904 i 1908. I amb aquesta figura fent com un leitmotif un recorregut pels jaciments més importants del nord d'Àfrica, data l'assentament de Melilla en el mateix horitzó que altres jaciments del Marroc i Algèria, al VII aC.
- Montemolín (Marchena, Sevilla), excavat sistemàticament el 1980, 1981, 1993, 1985 i 1987 per les doctores F. Chaves i De la Bandera, del departament de Prehistòria i Arqueologia de la Universitat de Sevilla.[45]
- Acra Leuce (Alacant). Els estudis d'Enric Llobregat van descartar en el seu moment la identificació d'Acra Leuce amb Lucèntum, atès que aquesta ciutat presentava materials arqueològics anteriors a la segona meitat del segle iii aC. Els nous treballs realitzats als establiments del Tossal de Manises i del Turó de les Basses, a l'altre costat de l'Albufereta, però, han precisat que almenys la part baixa del primer és molt probablement de fundació púnica, i que l'assentament ibèric antic sembla trobar-se'n en el segon.
- Qart Hadasht (Cartagena). Va rebre aquest nom des de la seva fundació pels cartaginesos l'any 227 aC, fins a la conquesta romana al 209 aC, en el marc de la Segona Guerra púnica, i des d'aquest moment fou denominada Cartago Nova. Les excavacions actuals estan dirigides per José Miguel Noguera, director de les excavacions arqueològiques del Turó del Molinete de Cartagena. També ha estudiat l'antiga ciutat de Cartago Nova, el doctor Iván Negueruela.[46][47][48]
- Sagunt. Les primeres excavacions se'n van fer el 1954-55 per P. Beltran. Al 1974 es va tornar a excavar la zona del port de Sagunt, sota la direcció de Carme Aranegui Gascó, en dues campanyes, una el 1974 i una altra al 1976: comptà amb l'ajut del Servei de Recerca Prehistòrica de la Diputació de València.[49]
- Altres jaciments púnics: Magón (Maó), Arsa, Lascuta, Turricina, Iptuci, Vesci, Ballo, Olba, Agafat…[50]
- Barcino (Barcelona). Segons la tradició, durant la Segona Guerra púnica, els cartaginesos van prendre la ciutat, refundada per Amílcar Barca, pare d'Anníbal. Segons aquesta tradició, el nom de Barcelona deriva del llinatge cartaginés Barca. El jaciment de Puig Castellar: el poblat és un assentament d'uns 5.000 m² situat en un punt geogràficament estratègic. Data dels segles V-IV aC a l'inici del segle ii aC, moment en què és abandonat a causa de la Segona Guerra púnica.[51]
- Carteia és un jaciment arqueològic de la província de Cadis, declarat Bé d'interès cultural el 1968, situat al terme municipal de San Roque, Cadis, concretament al polígon industrial de Guadarranque; té una posició estratègica dins de la badia d'Algesires. La fundació de Carteia es data al ca. 370 aC, o a mitjan segle iv aC, com demostra la troballa en contextos estratigràfics de ceràmiques gregues de la primera cambra o primeries del segon del segle iv aC. Al 2013, la directora del projecte, Lourdes Roldán i el sotsdirector de l'equip arqueològic, Juan Blánquez Pérez, van assenyalar la troballa en el sector púnic del tancament perimetral mitjançant muralla de la ciutat de Carteia, del segle iv aC.[52][53]

## Principals jaciments de la colonització fenícia del Mediterrani
Els principals jaciments fenicis del Marroc són: Lixus, Essaouira (Mogador), Sidi Abdeselam del Behar a la desembocadura del riu Martín, Emsá, cap Espartel (Ras Achakar) Ain Dalhia Kebira (Tànger), Gandori (Tànger), Djebila, Donar-Shiro, Sidi Drish a la desembocadura del riu Amekram, Mogogha-és-Srira, i Kuass (Arcila).
Els principals jaciments fenicis d'Algèria són Les Andalouses, Mersa Madakh, Rachgoun, Djidjelli, Guraya o Gouraya i Collo.
Els principals jaciments fenicis de Portugal són: Alcaçova de Santarem, Abul, Santa Olaia, Turó de Rocha Branca, Quinta do Almaraz, Alcácer do Surt, Castelo de Castro Marim, Tavira i, probablement, Olissipo (Lisboa).
Els principals jaciments fenicis de Líbia són: Leptis Magna, Trípoli i Sabratha.
Els principals jaciments fenicis de Tunísia són: Cartago, Hadrumetum, Leptis Minor -Leptis Parva- i Tapso.
Els principals jaciments fenicis d'Itàlia són: Temesa (prop de Nàpols), Motia (Sicília), Nora -Nurri-, Sulcis- Sulky, Tharros -Sant Giovanni di Sinis-, Bithia i Olbia (Sardenya).
Els principals jaciments fenicis de Grècia són: Creta, Rodes, Thasos, Melos i Paros.
També a la Mediterrània oriental, hi ha jaciments fenicis a Malta i a Kition (Xipre).

## Arqueologia fenícia a Fenícia
Fenícia no va constituir mai una entitat política unitària de caràcter nacional. Per contra, la regió es trobava fragmentada en una sèrie de ciutats estat de major o menor importància, que políticament eren autònomes i independents entre si. El seu territori abastava des de la desembocadura del riu Orontes al nord, fins a la badia d'Haifa al sud, i comprenia les actuals Palestina, Síria i Líban, una regió denominada antigament Canaan.
Durant el III mil·lenni o l'edat del bronze antic va ser-ne Biblos el centre políticament més important, i el fet que els arxius de la ciutat siriana d'Ebla, amb la qual comerciava, no esmenten mai els monarques d'altres ciutats cananees com Tir fa pensar que potser Biblos les controlés en el marc d'un estat que les abastés amb els seus territoris.
Ugarit es va distingir, juntament amb Biblos, durant gairebé tot el II mil·lenni (edats del bronze mitjà i recent), per deixar pas, després de ser destruïda pels Pobles del Mar, a Sidó. El 1928, Mahmoud Mella az-Zir, un llaurador local alauita, va descobrir l'entrada a la necròpoli d'Ugarit. Fou el descobriment modern de la ubicació exacta de les ruïnes de la ciutat, de la qual només es tenien referències històriques. Aquest descobriment va permetre obrir un important camp d'exploració, principalment efectuat per l'arqueòleg francès Claude F. A. Schaeffer. Bona part de les seues troballes es troben al Museu Prehistòric i Gal·loromà d'Estrasburg, França.
Sidó va ser una important ciutat de Fenícia, fundada en la mateixa època que Tir, Biblos (hui Djebail) (Montet efectuà excavacions a Biblos amb molt èxit, des de 1922 fins a 1926 i després Dunand fins a 1939.) i Beritos (hui Beirut), en el III mil·lenni aC. El lloc del temple d'Eshmun va ser redescobert al 1900 per caçadors de tresors locals, que encuriosiren els estudiosos internacionals. Maurice Dunand, un arqueòleg francés, va excavar el lloc des de 1963 fins al començament de la Guerra Civil libanesa, al 1975.
Des de 1998, Sidó s'ha excavat per un equip del Museu Britànic i la Direcció General d'Antiguitats del Líban, a càrrec de Claude Doumet-Serhal.
Tir, la reina fenícia dels mars, es va fundar en una petita illa en el tercer mil·lenni aC, i fou cobejada per grans conqueridors, com el rei de Babilònia Nabucodonosor o Alexandre el Gran. El monarca de Tir Hiram va unir amb terraplens els illots i va guanyar terreny al mar, la qual cosa ajudà al fet que els comerciants navegaren i fundaren nombroses colònies per la Mediterrània. Les colònies reportaren a aquest poble de navegants per excel·lència molta riquesa, sobretot per les indústries de porpra i vidre.
Entre 1997 i 2009, l'equip de Maria Eugènia Aubet Semmler, Francisco J. Núñez Calvo i Laura Trellisó Carreño excavà, a partir de diferents missions, prop de tres-centes tombes fenícies. Aquestes restes eren en un cementiri fenici (la necròpoli de Tir-Al-Bass), a l'entrada de la ciutat, datada dels segles IX ae i X aC, i de la qual han extret centenars d'àmfores funeràries, amulets i joies. Tot aquest material ha estat guardat en un lloc segur, en un dipòsit construït al costat del nou pavelló del Museu de Tir, que es preveu inaugurar el 2014.
Després de tres anys d'absència, el Laboratori d'Arqueologia de la UPF, dirigit per Maria Eugènia Aubet, catedràtica de Prehistòria del Departament d'Humanitats de la Universitat Pompeu Fabra, va reprendre l'excavació de la mítica ciutat de Tir, al sud del Líban.
Per les àmfores trobades pel Laboratori d'Arqueologia de la necròpoli de Tir-Al-Bass en les descripcions dels monuments d'aquella època, atribuïdes als profetes d'Israel-Palestina, i fetes al voltant de l'any 1000 aC, es té una idea del que es pot trobar en aquestes excavacions, com ara murs de dues portes i edificis civils i religiosos.
Segons Maria Eugènia Aubet: «ací era el palau reial, els temples, cases i magatzems, i tal vegada fins i tot puguem trobar objectes de la vida quotidiana, utensilis de cuina o àmfores amb queviures per als habitants».